# Американські жиголо
«Американські жиголо» — драматичний фільм 2011 року.

## Зміст
У Сема великі неприємності з навчанням і матеріальним становищем. Винахідливий хлопчина, проте, знаходить вихід – організувати ескорт-агентство з обслуговування дам, які вже пережили свою молодість тілесно, але все ще залишаються пустотливими дівчатами, в душі готовими до пригод.